# Селенид скандия
Селенид скандия — бинарное неорганическое соединение
скандия и селена
с формулой ScSe,
кристаллы.

## Физические свойства
Селенид скандия образует кристаллы
кубической сингонии, пространственная группа F m3m, параметры ячейки a = 0,5437 нм, Z = 4
.
В ранних работах утверждается, что такого соединения не существует .